# Diplotemnus insularis
Diplotemnus insularis es una especie de arácnido del orden Pseudoscorpionida de la familia Atemnidae.

## Distribución geográfica
Se encuentra en la Isla Saint Paul.